# جان فرانسوا ديفيد
جان فرانسوا ديفيد هو لاعب هوكي الجليد كندي، ولد في 29 أبريل 1982 في بلانفيل في كندا.

## وصلات خارجية
- جان فرانسوا ديفيد على موقع دوري الهوكي الوطني (الإنجليزية)
- جان فرانسوا ديفيد على موقع EliteProspects.com (الإنجليزية)
- جان فرانسوا ديفيد على موقع Eurohockey.com (الإنجليزية)
- جان فرانسوا ديفيد على موقع HockeyDB.com (الإنجليزية)